# 阿波罗8号
阿波罗8号（Apollo 8）是阿波罗计划中的第二次载人飞行任务，三位执行此任务的宇航员分别为指令长弗兰克·博尔曼、指令舱驾驶员詹姆斯·洛威尔以及登月舱驾驶员威廉·安德斯。阿波罗8号是人类第一次离开近地轨道，并绕月球航行的太空任务。阿波罗8号同时还是土星5号火箭的第一次载人发射。
美国国家航空航天局（NASA）针对阿波罗8号的准备工作只花了四个月时间。计划中采用的硬件只被使用过几次：土星5号火箭此前只发射过两次，而阿波罗太空船也只执行过一次载人任务（阿波罗7号）。但是，阿波罗8号任务的成功为完成美国总统约翰·肯尼迪在1960年代内登月的计划铺平了道路。
在1968年12月21日发射后，飞船在太空中航行了三天才到达月球，并围绕月球轨道飞行了20小时。在聖誕夜时三位宇航员在月球轨道中向地球作了电视直播，這次转播创造了当时世界范围内电视收视人数的纪录。

## 任务成员
- 弗兰克·博尔曼（曾执行双子星座7号），指令长。
- 吉姆·洛弗尔（曾执行双子星座7号、12号）、(阿波罗13号)，指令/服务舱驾驶员。
- 威廉·安德斯，登月舱驾驶员。

### 替补成员
替补成员同样接受任务训练，在主力成员无法执行任务时接替。
- 尼尔·阿姆斯特朗，曾执行双子星座8号和阿波罗11号，指令长。
- 巴兹·奥尔德林，曾执行双子星座12号，指令舱驾驶员。
- 弗莱德·海斯，登月舱驾驶员。

### 支持团队
支持团队并不接受任务训练，但被要求能够在会议时代替某位宇航员，并参与任务计划的细节敲定。在任务进行时，他们也经常担任地面通讯任务。
- 约翰·布尔，从未执行过太空任务。
- 文斯·布兰德
- 杰拉德·卡尔，曾执行天空实验室4号任務。
- 肯·马丁利

## 计划
1966年12月22日，美国国家航空航天局宣布了阿波罗8号任务的成员：弗兰克·博尔曼、迈克尔·科林斯和威廉·安德斯。1968年7月，迈克尔·科林斯因为颈椎间盘突出症而做手术，被他的候补吉姆·洛威尔替代。科林斯在恢复后成为了阿波罗11号的指令舱驾驶员。
1967年9月，位于休斯敦的载人航天中心提出了一系列任务以完成登月任务。七个任务类型被提出，每个类型都对特定的航天器和任务进行测试；每一个任务类型的执行都需要前一类型的成功完成。这些任务类型分别是：
 - 无人指令/服务舱测试

 - 无人登月舱测试

 - 载人近地轨道指令/服务舱飞行

 - 载人近地轨道指令/服务舱和登月舱飞行

 - 载人指令/服务舱和登月舱绕地球进行椭圆轨道飞行，远地点7400千米

 - 载人月球轨道指令/服务舱和登月舱飞行

 - 载人登月

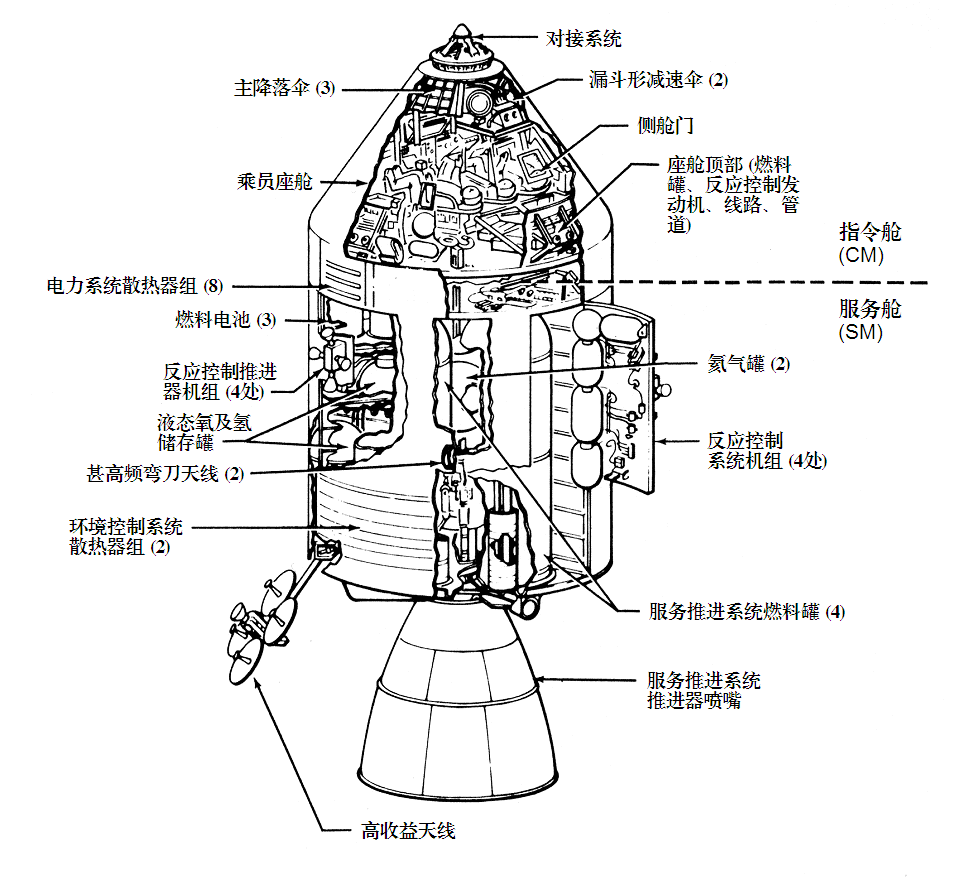
阿波罗指令/服务舱（CSM）的結構圖

在阿波罗计划中的部件中，登月时使用的登月舱导致的问题最多。第一个登月舱模型1968年6月被运到卡纳维拉尔角时，曾发现了超过一百个不同的问题。作为登月舱主承包商的格鲁曼飞机工程公司预测D任务中的第一部可载人登月舱最早要到1969年2月才能作好发射准备。这使整个序列被延迟。
阿波罗航天器办公室主任乔治·洛于8月份提出了一个解决办法。因为指令/服务舱会在登月舱可投入使用之前三个月准备好，宇航局可以在1968年12月进行一次只携带指令/服务舱的飞行任务，但不仅仅是重复阿波罗7号（载人近地轨道指令/服务舱飞行，即C任务），而是将指令/服务舱一直开到月球，甚至是绕月球飞行。这次任务被取名为“C'任务”（C-Prime Mission）。这次新任务会允许航天局测试原本要等到阿波罗10号（F任务）才能测试的程序 。这次计划的改变也有中央情报局担心苏联于12月先于美国进行载人环绕月球飞行，使美国在太空競賽中再次落后的原因（参看探测器计划）。
几乎每个航天局的高级管理人员都对这次新计划表示支持态度。唯一不支持此次任务的是局长詹姆斯·韦伯。但是，当大多数人支持之时，他也决定批准这次任务。

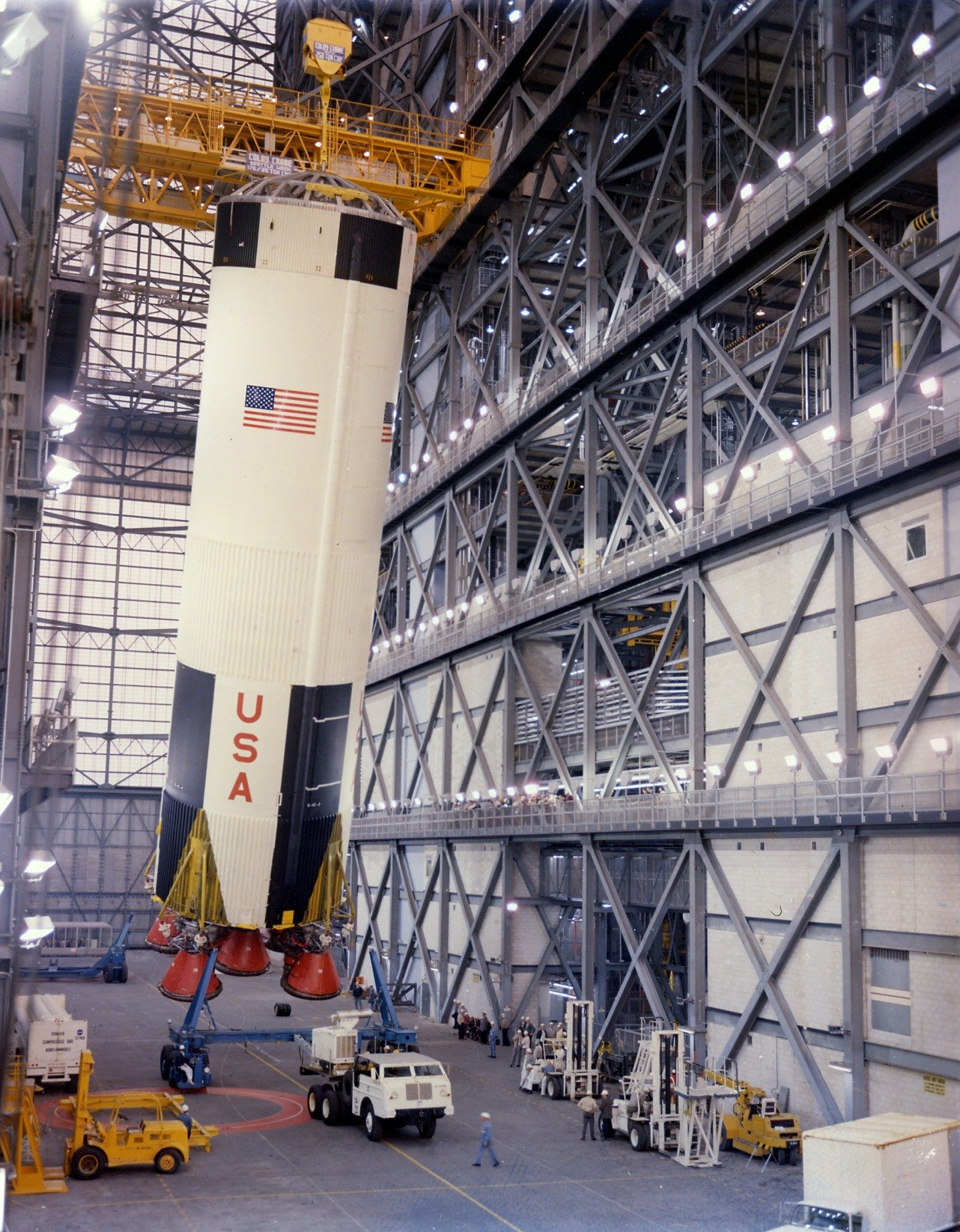
阿波羅8號的AS-503土星5號火箭第1级正被垂直竖起，攝於1968年2月1日的航天器裝配大樓。

飞行任务成员办公室主任迪克·斯雷顿决定将D任务和E任务的成员互换。原计划中D任务的指令长詹姆斯·麦克迪维特说，他从来没被询问过是否愿意执行环绕月球的任务。即使有这样的机会他也很可能会谢绝，因为他想操纵登月舱。而博尔曼很欣然地同意了这次互换：他原来的任务仅仅是在更高的地球轨道重复前一次任务。任务的交换也意味着航天器的交换——博尔曼的新任务将使用103号指令/服务舱，麦克迪维特的任务使用104号。
最终，由于其多数工作已经被阿波罗8号和阿波罗9号完成，E任务被取消。任务指挥人员也相信第二次环绕月球的阿波罗10号能够完成剩余的飞行目标。
9月9日，任务成员进入了太空飞行模拟器，开始为任务做准备。宇航员们的太空飞行时间与训练时间之比达1:7。尽管每个成员都对所有操作进行了训练，但每人的专门训练也十分重要。作为指令长，博尔曼针对返回大气层进行了专门训练；洛威尔针对与地面失去联系后进行的天体导航进行了训练；安德斯负责检查航天器是否正常运转。
直到11月12日，美国国家航空航天局才宣布阿波罗8号在任务上的变化。此前，代理局长托马斯·O·潘恩（Thomas O. Paine）曾简短地谈及每一种可能都会被考虑。
在发射前4个月时，博尔曼主要担心的是任务会变得过于复杂。在土星5号的第一次载人发射中，除航天器首次离开地球轨道以及环绕月球几个基本任务目标之外，博尔曼拒绝了其他所有目标，并决定在月球轨道的时间也尽可能短——十圈而已。
发射前夜，传奇飞行员查尔斯·林白访问了住在肯尼迪航天中心的三位宇航员。林白谈到了在他自己1927年著名的跨大西洋飞行前测量地球仪上从纽约到巴黎的距离，并计算全程所需燃料的经历。林白那次飞行的全部燃料大约是土星5号每秒消耗燃料的十分之一。

## 土星5号

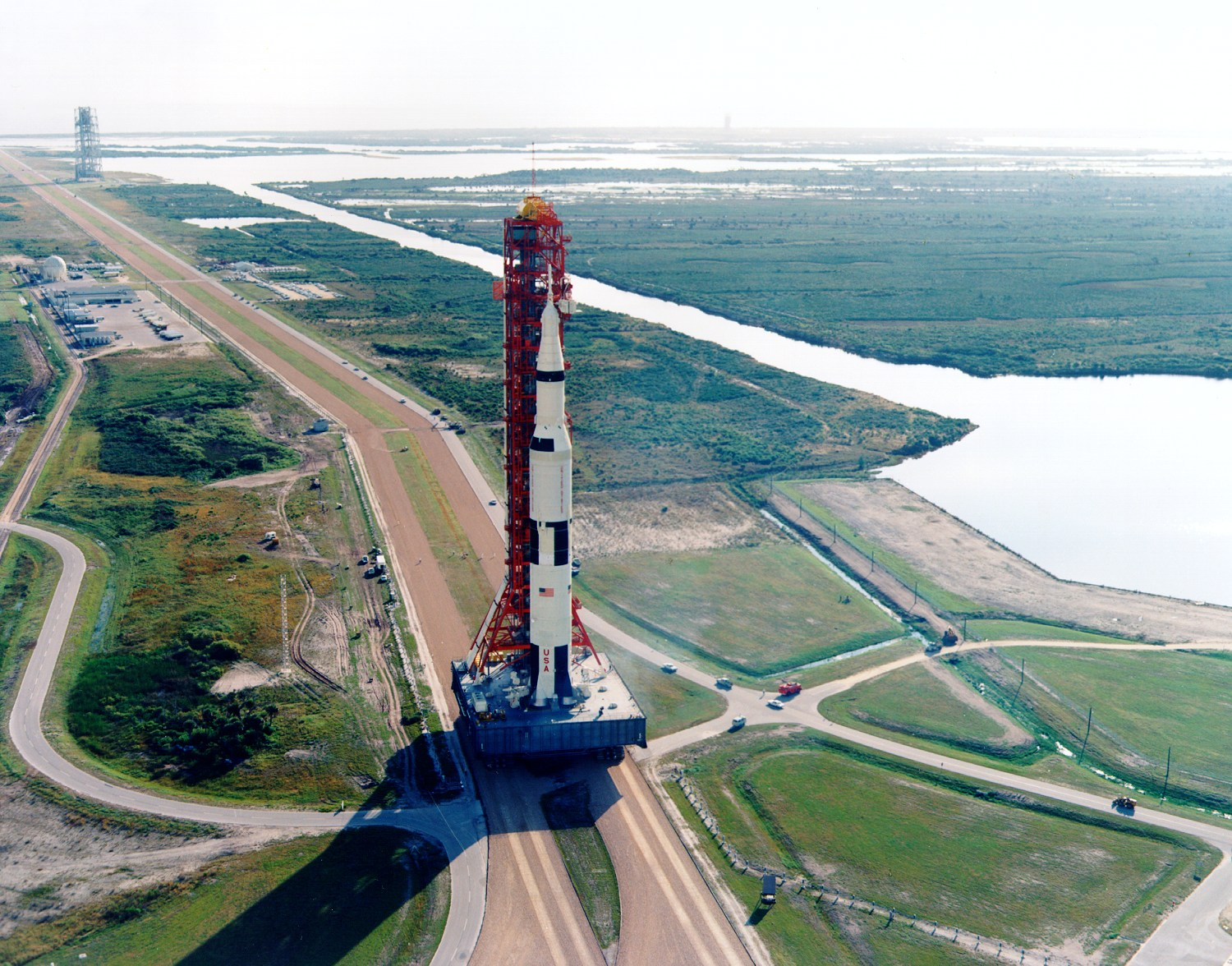
阿波罗8号所使用的土星5号被拖入39A号发射台，攝於1968年10月9日。

阿波罗8号所使用的土星5号的序列号为，是第三台飞行的土星5号火箭。当此台火箭于1967年12月20日在火箭组装大楼被组装的时候，很多人认为它会被用在阿波罗6号中，任务是将一艘无人的指令/服务舱送入太空进行测试飞行。尽管阿波罗6号遇到了多个很严重的问题（第1级火箭遇到了严重的纵向耦合振动，第2级的两个推进器都提前关闭），负责土星5号的马歇尔航天飞行中心仍对这些问题都能被解决很有信心，决定不需要再进行一次无人任务。号火箭于是被用于载人任务。
但是，航空航天局负责人仍然增加了一些限制以提高安全系数：第2级必须在密西西比测试站进行低温测试，其他两级需要继续改进以适合载人飞行。4月30日，火箭被重新拆分成3级，第2级被送到测试站。第2级和第3级推进器的火花点火装置也被改良。1968年5月时，第1级火箭被查出存在泄漏问题，其需要被修复。
由于此前土星5号只有过两次发射，肯尼迪航天中心的地面人员无法按计划完成任务。格鲁曼公司的工作人员也遇到了很多登月舱的问题。登月舱被运到发射地点之后，有太多工作仍然需要完成，使很多人担心计划能否被执行。登月舱的起飞推进器也出现了泄漏现象，促使一些设计上的修改以及部分阀门的更换。
1968年8月，整个任务被修改。号火箭会将宇航员送上去月球的旅程；虽然不携带登月舱，但会携带与登月舱质量类似的登月舱测试器（Lunar Module Test Article，LTA），这与阿波罗4号和阿波罗6号所使用相近。为加快发射前的准备工作，土星5号的很多修改都不由肯尼迪航天中心完成，而是交给专门的研究中心；它只执行与宇航员安全相关的修改。
阿波罗8号所使用的航天器于9月21日被放入火箭，并于10月9日被拖到五千米外的发射塔台进行测试。测试一直进行到发射的前一天。
作为阿波罗8号的火箭序列号被航空航天局有关运载火箭的部门使用。但是，与任务有直接关系的部门经常将其写成，因为是（阿波罗-土星）的缩写；两种序列号都在提及整个任务时被使用。-503显示这是第3次飞行（503），使用土星5号（503）。

## 任务过程

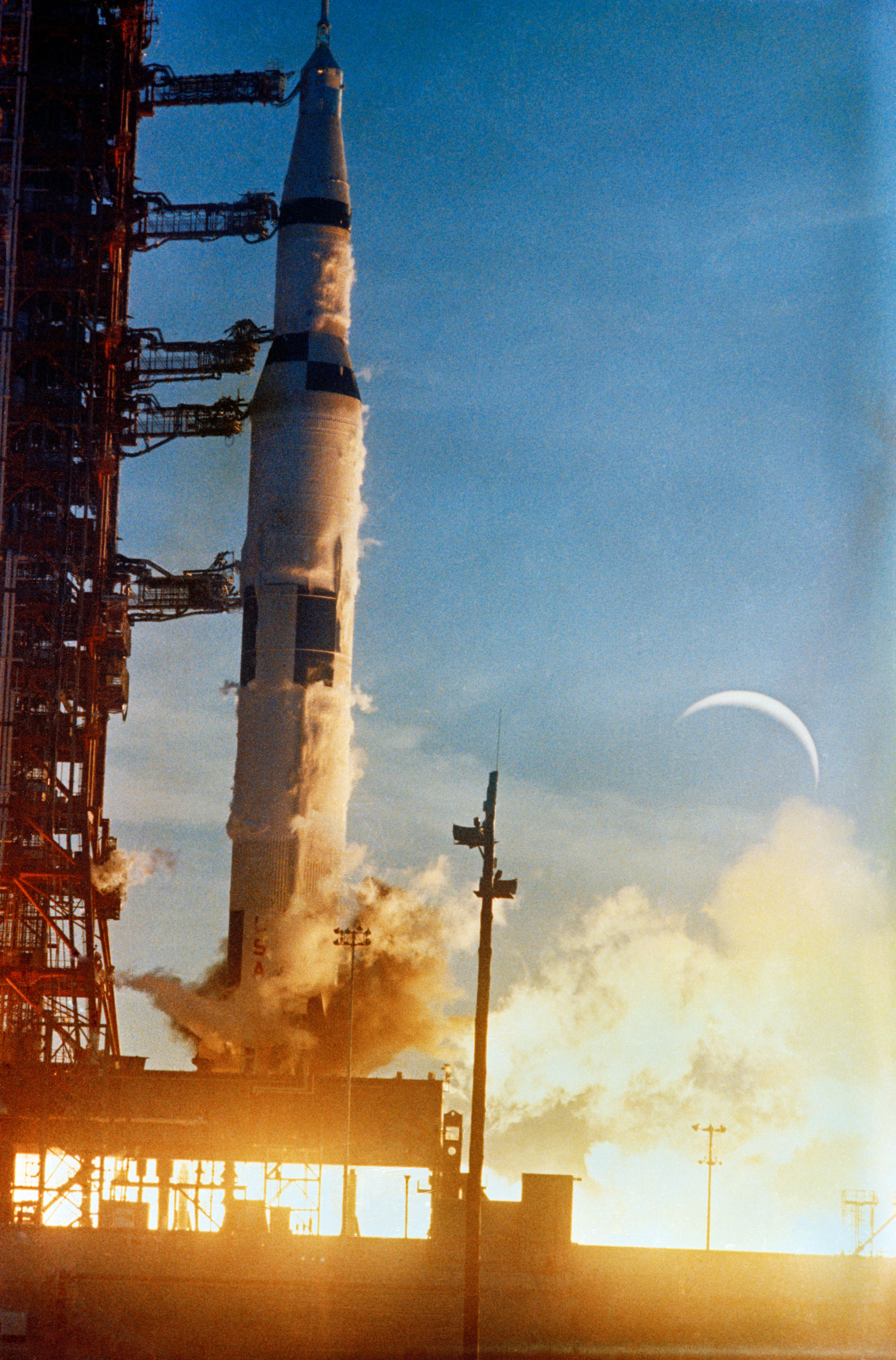
1968年12月21日，阿波罗8号的土星火箭S-IC第一级推进器點燃发射。值得注意的是，这张照片经过了二次曝光，因为发射當时並無新月的出現。

### 发射和地月转移轨道切入
阿波罗8号于1968年12月21日早晨7点51分00秒（东部标准时间）发射。除了几个小问题，整个发射过程几近完美。第一级推进器的表现比预计低了0.75%，使其燃烧时间比计划中延长了2.45秒。在第二级火箭燃烧即将结束时，火箭出现了纵向耦合振动，弗兰克·博尔曼估计振动频率为12赫兹，振幅约为±0.25（±2.5米/秒²）。火箭将航天器送入了离地球181.5千米至191.3千米高的地球轨道，轨道周期为88分钟10秒。航天器在轨道中的远地点也比预期稍远，计划中应是圆形轨道，距地球185千米。级掉入了大西洋，准确位置为30°12′N 74°7′W / 30.200°N 74.117°W；级掉落在31°50′N 37°17′W / 31.833°N 37.283°W。
接下来的2小时38分钟里，3位宇航员和地面指挥一直在检查指令舱是否正常工作，是否能够开始地月转移轨道切入（Trans-Lunar Injection，TLI），使航天器开始就离开地球轨道、瞄准月球轨道的一次点火。同时，3位宇航员将太空舱从一个火箭有效载荷转换成了一个航天器。第三级火箭也必须保持正常运转状态。前一次的无人测试中，第三级没能重新点火。
整个飞行过程中有三名指令舱通信员轮换执行与阿波罗8号联络的工作。一般情况下，只有指令舱宇航通讯员与宇航员直接对话。迈克尔·科林斯是三人中第一个值班，他在任务发射2小时27分钟22秒后告知阿波罗8号“阿波罗8号，可以执行地月转移轨道切入。”这个命令意味着指挥中心正式允许阿波罗8号前往月球。接下来的12分钟里，三位宇航员检查着航天器和火箭以准备点火。12月21日15点41分38秒（UTC），第三级火箭准时点火，并按照计划燃烧了5分钟17秒。这次点火将航天器的速度从近地轨道的7793米/秒轨道速度加速到10,822米/秒，燃烧结束时高度达到346.7千米。这个速度也是当时人类在历史上的最高记录。

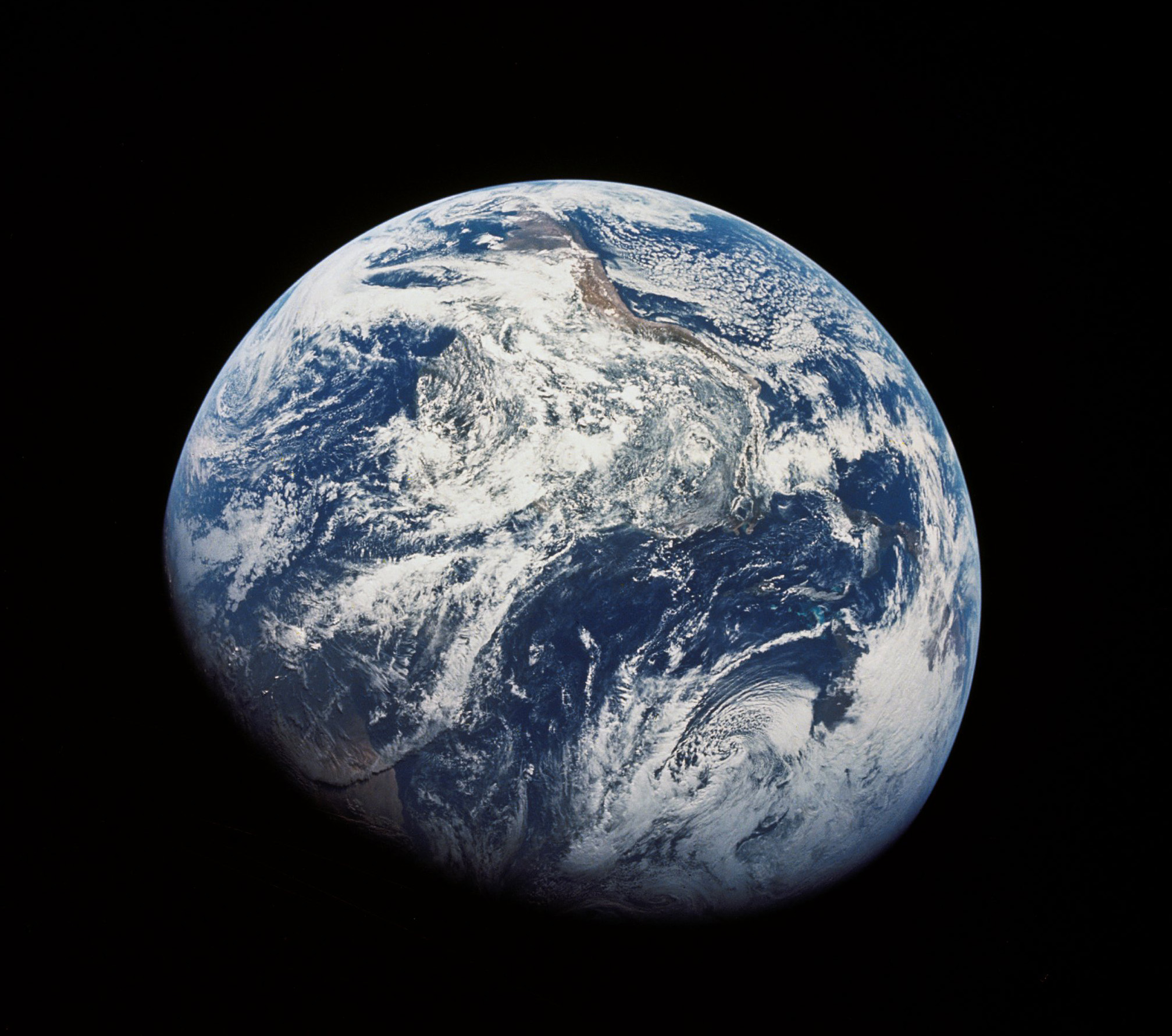
人类第一次完整地拍摄了整顆地球，這是這批照片中的其中一张，很有可能是由威廉·安德斯在距地球30000公里处所拍摄。在整張照片中，地球上方是地圖的南方，而南美洲的絕大部分位在中间；陰影處有稍微露出一小片的非洲大陸，北美洲則在地球右下方處。

燃烧完成之后，级火箭已经完成使命，可以被丢弃了。三位宇航员掉转了指令舱以便为S-IVB级火箭拍摄一些照片，也练习了与S-IVB级火箭编队飞行。指令舱被掉转后，他们首次看到了他们正在远离的地球。这是人类第一次看到地球全景。
博尔曼开始担心级火箭与指令/服务舱靠得太近，并向指挥中心建议进行一次分离机动（separation maneuver）。指挥中心起初建议将航天器对准地球，使用服务舱上的反应控制系统（Reaction Control System，RCS）的推进器将航天器离开地球的速度增加0.9米/秒，但是博尔曼不想很快离开的目视距离。长时间的讨论后，最终决定是仍然按照原计划的方向点燃推进器，但速度增加2.7米/秒。讨论耽搁的时间使阿波罗8号比飞行计划慢了一小时。
发射5小时后，指挥中心指挥子火箭从排出剩余燃料，使其轨道改变，最终能够飞过月球并进入太阳轨道，也就对阿波罗8号不会有任何影响。S-IVB子火箭后来进入太阳轨道，半径为0.99至0.92天文单位，倾角为23.47°，轨道周期为340.80天。
阿波罗8号成员成为了第一批穿越范艾伦辐射带的人类。科学家预测航天器高速穿过该辐射带对人的影响不超过胸腔X射线或者1微格雷（一个普通人一年中会接受两到三微格雷的辐射）。为记录实际的辐射剂量，三名宇航员都穿戴了个人辐射放射量测定器将数据传往地球，以及三个被动胶片放射量测定器以显示累计辐射量。任务结束时，三人平均辐射量为1.6微格雷。

### 飞向月球

阿波罗8号的S-IVB子火箭的第3級，發動不久後便與指令/服务舱（CSM）分離。在這張照片中受光照的柱狀體即為以分離的子火箭結構，而在中央可以看見登月舱（LM）的裝載處（儘管阿波羅8號計畫中並無攜帶登月舱）。

作为指令舱驾驶员，吉姆·洛威尔的主要任务是导航员。尽管真正的导航计算是在指挥中心进行，但宇航员必须准备在通讯信号中断时自己导航并返回地球。导航员需要使用航天器上携带的六分仪测量星星与地球（或者月球）地平线之间的距离来实现导航。事实证明这样做是很困难的，因为S-IVB所排出的气体形成了大块的废气云，使观察星体变得非常难。
任务开始七小时以后，飞离S-IVB子火箭耽搁的时间以及洛威尔不甚良好的视野意味着阿波罗8号已经比飞行计划中的时间表拖后了一小时四十分钟。航天器被改为被动热控制（Passive Thermal Control，PTC），也称为燒烤模式。这个模式使航天器大约每小时沿着长轴旋转一圈，保证航天器上平均的热分布（在阳光直射时，航天器表面温度高达200摄氏度，而阴暗面只有零下100摄氏度）。高温差会使隔热板裂开或者燃料舱爆炸。由于航天器正在向月球航行，真正的旋转无法做到，航天器真正的轨道是锥形的。每半小时，旋转轨迹都会被调整以保证航天器保持轨道。
飞行11小时后进行了第一次中期轨道纠正（mid-course correction）。地面测试显示除非燃烧室先被“预热”一下，服务推动系统（Service Propulsion System，SPS）推进器有很小的可能会爆炸。为了解决这个问题，首次纠正进行了2.4秒，使轨道航行速度增加了6.2 米/秒（计划中将增加7.5米/秒）。氧化剂中氦气中的一个气泡导致燃料压力低于计划，使反应控制系统被使用以弥补其不足。计划中后来的两次中期轨道纠正由于轨道正常被取消。
由于发射前5小时三位宇航员们就已经开始准备，此时他们已经连续工作十六小时。弗兰克·博尔曼此时应进行计划中的七小时睡眠；指挥中心决定在任何时候都至少有一名宇航员保持清醒以应对可能的突发事件。电台以及通风扇持续的噪声使睡眠变得很困难。与此同时，在太空睡觉和地球有很大不同；比如枕头失去其应有的作用。威廉·安德斯说他有时会突然坐起，因为零重力使他有下坠的感觉。
睡眠时间开始一小时后，博尔曼要求允许服用甲丁巴比妥安眠药，但效果不甚明显。在博尔曼睡了七小时醒来之后，他感觉身体不适。他两次呕吐，并且有腹瀉症状；这些情况使太空舱中充满了滴状的呕吐物和粪便。三位宇航员尽了最大努力将太空舱打扫干净。博尔曼不想让整个世界都知道他身体的问题，但洛威尔和安德斯仍然希望能够告诉指挥中心。他们决定使用数据存储设备（Data Storage Equipment，DSE）录下关于博尔曼情况描述，并发给了地面指挥，“要求对录音中的情况进行评估”。 
医生和宇航员之间的讨论在二楼的指挥间（休斯敦指挥中心的二楼和三楼有两件完全相同的指挥间，任务期间只使用一个）进行。在与宇航员们单独讨论后，医生们认为博尔曼应该是患了无大碍的急性胃肠炎病毒，或是安眠药引起了不适。目前的解释是他患了太空适应综合征，大约有三分之一的宇航员在太空的第一天会有这种疾病；人体内的前庭系统逐渐开始适应失重环境。由于此前的水星和双子星座航天器都很狭小，宇航员们还没有机会在航天器里自由活动，医生们此前并未遇到过博尔曼的情况。

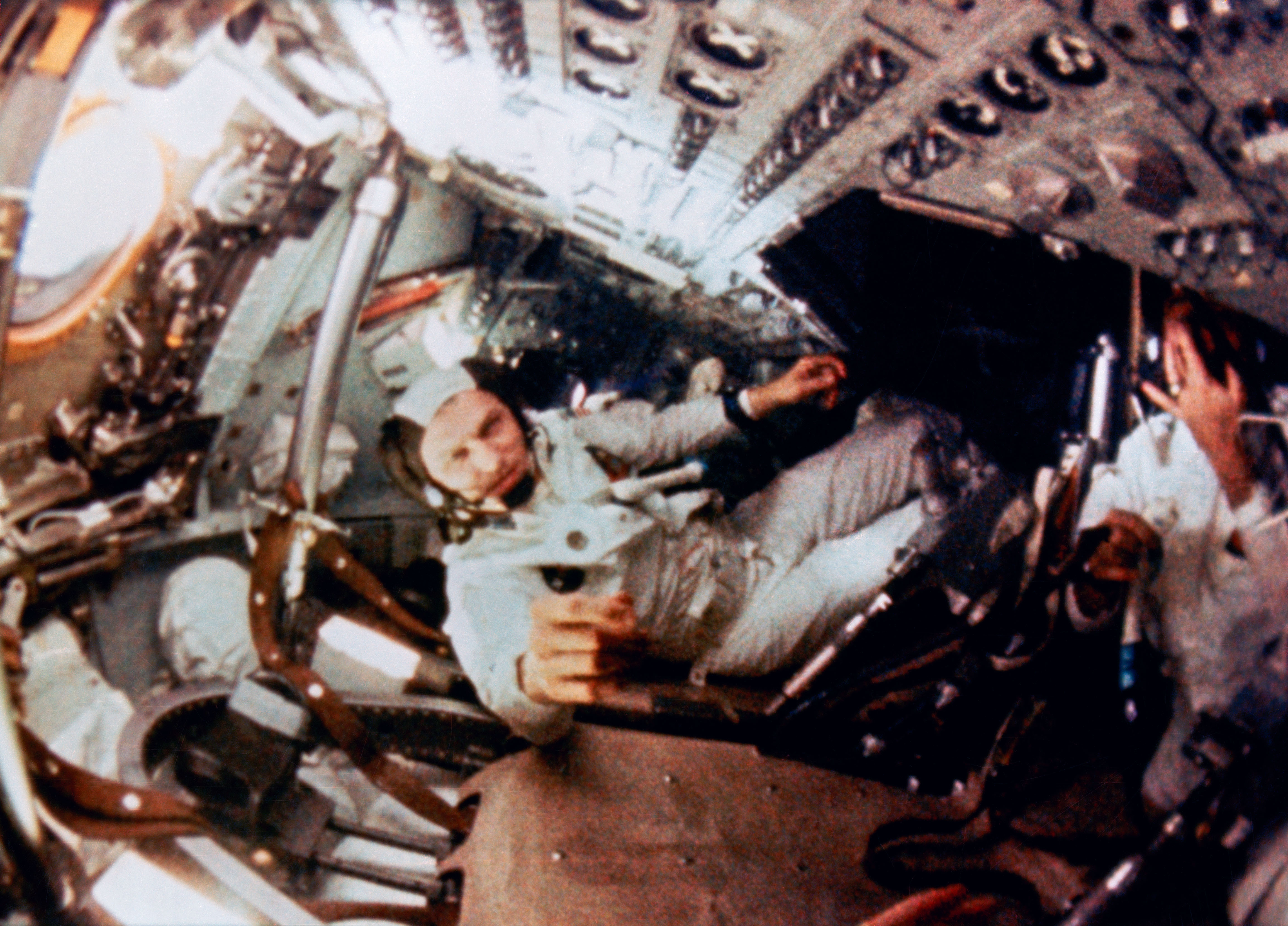
在繞行月球轨道时，於舱内所拍攝的镜头。畫面中为指揮官弗兰克·博尔曼。

任务中向月球航行的部分相对来说比较平静，除了检测航天器在正常工作并保持正常轨道外并没有什么其他的工作。在这段时间内，航空航天局在发射31小时后安排了一次电视转播。转播中使用的黑白摄像机质量为两千克，使用的摄像管带有一个广角（160°）镜头和一个长焦距（9°）镜头。 
在电视转播中，宇航员们带领观众参观了整个航天器，还尝试着展示在太空看到的地球。由于长焦距镜头的角度过小，宇航员们在看不到镜头画面的情况下无法瞄准地球。由于摄像机没有合适的过滤镜，画面在强光下显得过于饱满。最后，地球上看到的地球画面只是一个光点。十七分钟的转播后，航天器的旋转使地球上的接收站无法收到航天器上高增益天线发出的信号，宇航员们结束了转播，在结尾时洛威尔祝他的母亲生日快乐。
在此时，睡眠时间表已经完全被打乱了。起飞三十二个半小时后，洛威尔开始睡觉，比预定计划提前了三个半小时。不久，安德斯在服用安眠药后也开始睡觉。
在去月球的途中，三位宇航员并没有太多机会看到月球。硅胶封闭层上被气化的油状物使五个窗户中的三个上起了雾。被动热控制所需要的飞行姿态使在航天器内看到月球变得几乎不可能。三位宇航员直到达到月球背面后才第一次看到月球。
起飞五十五小时后进行了第二次电视转播。这次宇航员们在摄像机上使用了照相机的过滤镜，使他们能通过长焦距镜头拍摄到地球的画面。尽管瞄准地球很困难，宇航员们在调整了航天器位置之后向地球展示了历史上第一次完整的地球电视画面。宇航员们讲解了地球上可看见的部分以及可以分辨出的颜色。第二次转播时长为23分钟。

### 靠近月球

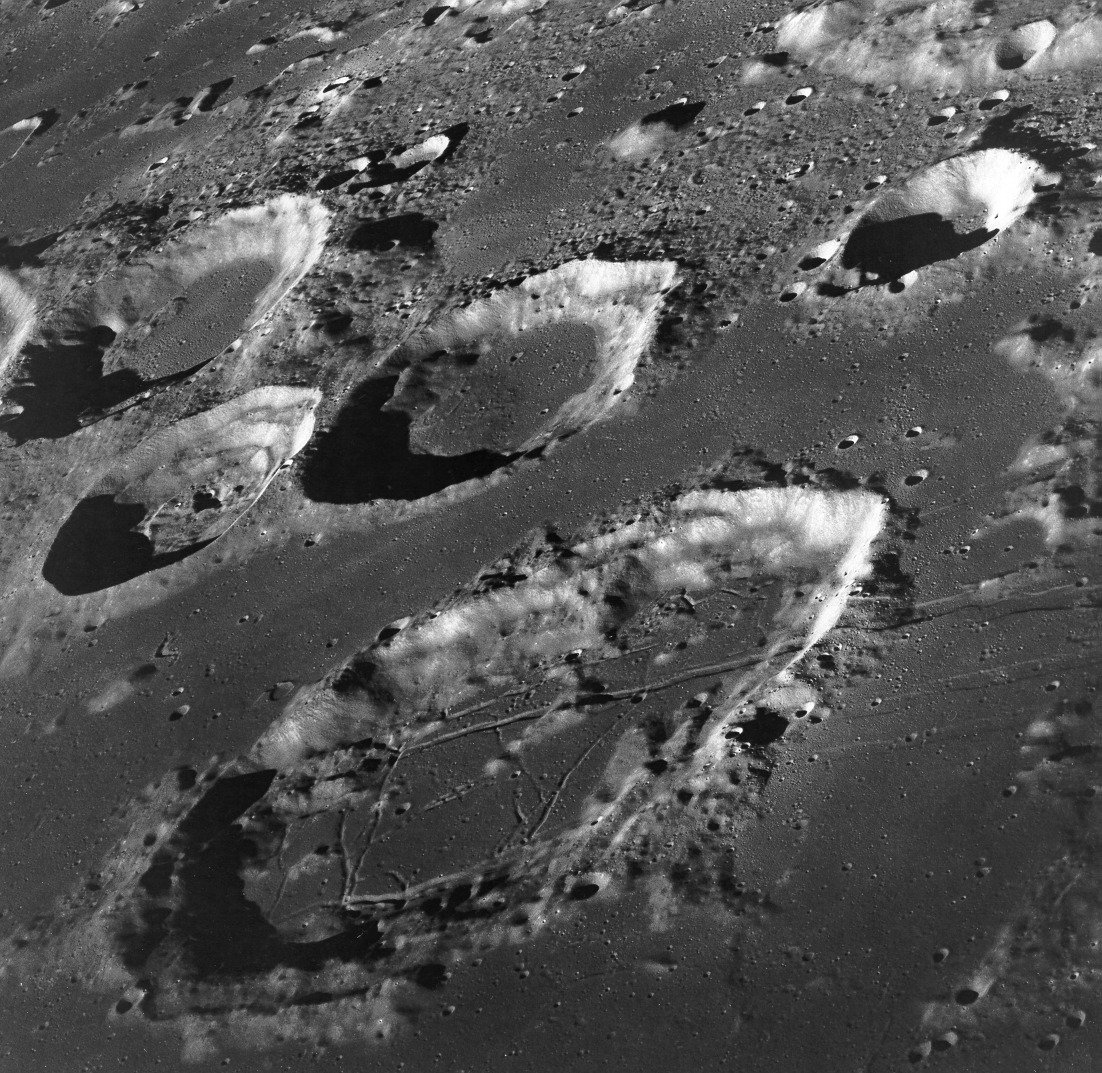
月球近地面處的局部，攝於1968年12月24日。图像下方為苟克冷纽斯环形山，在照片中除了隕石坑外亦能看見一些橫溝。苟克冷纽斯环形山其實是一個大型的隕石坑，以德國科學家鲁道夫·郭克兰纽命名。

飞行时间55小时40分钟时，阿波罗8号的三位宇航员成为了第一批进入地球外天体重力影响的人类：换句话说，在这个时候，月球的重力对航天器的影响比地球的大。此时，阿波罗8号距月球62377千米，以1216米/秒的速度靠近月球。由于这时宇航员们仍然使用距离肯尼迪航天中心发射台的距离计算航天器轨道，这个历史性的时刻并没有引起太多关注。直到最后一次中期轨道纠正并点燃推进器进入月球轨道，地球都会被作为计算中的参考系使用。此时阿波罗8号离进入月球轨道还有13小时。
进入月球轨道前的最后一个重要步骤是第二次中期轨道纠正。在纠正过程中，航天器进行逆行运动，将速度减慢0.6米/秒，使航天器飞过月球时离月球的距离被缩短。起飞后整整61小时后，航天器离月球距离约为39,000千米，反应控制系统（RCS）共燃烧11秒。阿波罗8号会飞过距月球表面115.4千米。
起飞64小时后，宇航员们开始准备进行首次月球轨道进入（Lunar Orbit Insertion-1，LOI-1）。这次机动绝对不能出现差错，并且由于轨道力学原理，轨道进入必须在月球背面上空进行，那时航天器与地球没有任何联络。在指挥中心进行“去/不去”的讨论后，阿波罗8号宇航员们于飞行时间68小时时被告知可以进行机动，“架着我们能找到的最好的鸟”。68小时58分钟，航天器飞到了月球背面上空，与地球失去联系。
首次月球轨道进入开始前十分钟，宇航员们开始检查航天器，确保所有开关都处在正确的状态。然后，他们终于首次看到了月球。当时航天器正飞越月球的阴影部分，洛威尔第一个看到了阳光照在月球上。当时离开始点火前只剩下两分钟了，所以三位宇航员并没有太多时间去欣赏月球景色。

### 月球轨道
飞行时间69小时8分钟16秒时，服务推动系统（SPS）已燃烧了4分钟13秒，使阿波罗8号进入月球轨道。三位宇航员描述说这段时间是他们一生中最长的四分钟。如果服务推动系统的燃烧时间稍有偏差，航天器很有可能会进入一个过于扁平的月球轨道，乃至于无法进入月球轨道而直接飞入太空。如果燃烧时间过长，航天器很有可能坠毁在月球表面。在确定航天器一切正常后，三位宇航员终于有时间观测窗外他们即将环绕20小时的月球。
此时远在地球的指挥中心还在等待。如果燃烧没有成功进行，或者燃烧时间不够，阿波罗8号都会提前从绕过月球背面。幸运的是，这个情况并没有发生。阿波罗8号按照计划准时绕过了月球背面，此时他们已经进入了长轴为311.1千米，短轴为111.9千米的月球轨道。
在通报航天器状态后，洛威尔首次对月球表面进行了介绍：
月球基本上都是灰色的，没有颜色；看起来很像石膏或者是灰色的沙子。我们可以看清很多细节。丰富海不像在地球上观测的那么明显。它和其他环形山并没有太多的区别。环形山都是圆的。数量不少，看得出有些较年轻。许多环形山都很相像——尤其是那些圆形的——好像有某种陨石的痕迹。郎格尔努斯坑看上去很大；中间有一个锥形的突出块。它的边缘有堆积的阶地，约有六到七层。

人类拍摄到的第一张“地出”照片

洛威尔继续描述他们所飞越的月球表面。阿波罗8号的主要任务之一就是勘查计划中的登月点，尤其是阿波罗11号的计划登月点静海。阿波罗8号的发射时间选择考虑到了到达静海时的阳光情况。有一部专门的摄像机被安置在一扇窗前，以1帧/秒的速度拍摄月球表面。由于阿波罗8号未携带登月舱，登月舱驾驶员安德斯的主要任务就是拍摄尽可能多有价值的照片。任务结束时，三位宇航员总共拍摄了七百张月球照片以及一百五十张地球照片。 
在与地球保持联系的一小时内，博尔曼不断询问服务推动系统的数据是否正常。他想确定推进器正常工作并且能够在返回地球过程中必要时使用。他还希望指挥中心在每次进入月球背面前得到服务推动系统能否使用的通知。
在阿波罗8号第二次飞至月球近地面上空时，宇航员准备了一次展示月球表面的电视转播。安德斯描述了他们正飞越的环形山，在环绕月球轨道第二周即将完成时他们点绕了服务推动系统，进行了第二次月球轨道进入，时间为11秒。燃烧结束后，阿波罗的月球轨道得到缩小，长轴为114.8千米，短轴为112.6千米。
在接下来环绕月球的两周中，宇航员们继续检查航天器并对月球表面拍照。第三周时，博尔曼进行了短暂的祷告。他本来希望在位于得克萨斯州的西布鲁克的圣克里斯托弗圣公会教堂进行午夜祷告，但由于阿波罗8号任务他没能够参加。博尔曼的教友，指挥中心工程师罗德·罗斯建议他在太空祈祷以替代亲自去教堂。
阿波罗8号第四次进入月球背面时，三位宇航员第一次看到了“地出”的景象。安德斯看见窗外有一个蓝白相间的球体，发现那是地球。三位宇航员立刻意识到他们应该用相机将此情景拍摄下来。安德斯拍摄的第一张照片是黑白的，后来又拍摄了更著名的彩色地出。任务结束后，安德斯和博尔曼都声称自己拍摄了第一张地出照片（洛威尔也这样声称，但更多是以玩笑的口吻），安德斯被认为是第一张地出照片的拍摄者。

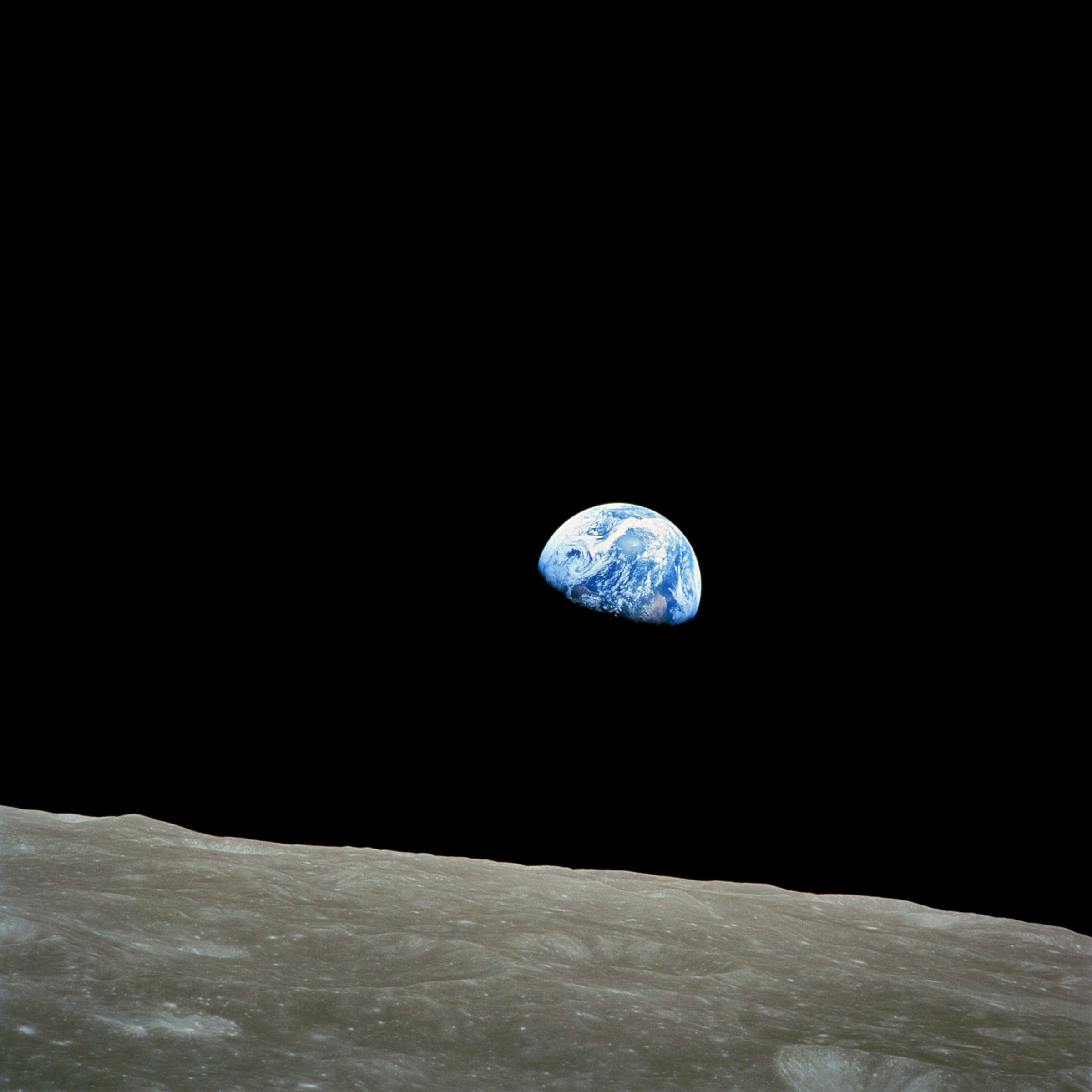
从阿波罗8号看到的地球，由阿波羅8號機務人員威廉·安德斯於1968年12月24日攝得。值得注意的是，這一類自月球表面附近看到如同地球升起（又通稱「地出」）的現象，由於月亮和地球是呈同步旋轉的狀態，即面向地球的總是月亮的同一面，也因此在月亮的表面上實際上並不能觀看到地球的升起。

安德斯继续拍照，洛威尔开始操纵航天器以让博尔曼有时间休息。由于航天器里噪音很大，睡眠始终很困难，不过博尔曼还是在接下来环绕月球的两周里小睡了一会儿。他本来准备在询问“服务推动系统”情况时起来，但在被告知一切正常后继续休息。
博尔曼在他听到两位搭档开始出错时醒来。安德斯和洛威尔开始不能理解指挥中心的提问，并且要求重复某些数据才能听清。博尔曼发现由于三天来大家都没能睡个好觉，每个人都极其疲倦。作为指令长，他命令安德斯和洛威尔开始睡觉，飞行计划中其他观测月球的任务都被取消。起初安德斯说他没事，要求继续工作，但博尔曼没有改变主意。最后安德斯在博尔曼继续将摄像机架在窗口自动拍摄月球表面后答应睡觉。博尔曼还记得计划中的第二次电视转播，由于太多人都在期待着观看，他要求两位搭档不要睡过头。环绕月球第七和第八周时安德斯和洛威尔在休息而博尔曼负责工作。
在环绕月球第九周时，第二次电视转播开始。博尔曼介绍了包括他自己在内的三位宇航员，然后是每个人讲述月球给他们留下的印象。博尔曼将月球描述为“广阔、寂寞，又有些难以接近的星体，或者说是广阔的空虚”。在表述完他们正飞越的月球表面之后，安德斯说他们有一个给地球上所有人的信息。三人朗讀了《聖經·創世記》的前十節，然後祝地球上的所有人聖誕節快樂，結束了轉播。
接下来唯一的工作是地球转移轨道射入（Trans-Earth Injection，TEI），这在转播结束后两个半小时进行。这是整个任务中最关键的一次点火。如果服务推进系统不能成功点火，那么三位宇航员会被困在月球轨道中，只有五天的氧气，也没有其他机会离开月球。跟前几次点火一样，这一次也是在航天器飞越月球背面与地球失去联系时进行。
点火准时开始。航天器与地球的联系在飞行时间89小时28分钟39秒准时恢复，与计划时间完全一致。通讯恢复之后，洛威尔说道“请你们听着，圣诞老人确实存在”。地面通讯员肯·马丁利回复道：“确认，你们是最适合发现这一秘密的人”。当时正值1968年的圣诞节。

### 意外的人工重新对准

静海东部的科西峭壁（Rupes Cauchy）。

在此之后，洛威尔使用了一些闲置时间进行了一些导航观测，使用计算机键盘调整航天器以观测一些星体。但是，一次错误的输入擦除了电脑存储的部分信息，使惯性测量组合（inertial measuring unit，IMU）认为航天器正处于起飞前的相对位置，并自动启动推进器以“纠正”其姿态。
当三位宇航员意识到计算机修改航天器飞行姿态的原因后，他们发现需要重新向计算机输入数据，以告诉计算机航天器的真正位置。洛威尔通过调整推进器将參宿七与天狼星对齐，花了十分钟时间去计算出正确的数字，又用了十五分钟将正确数据输入计算机。
十六个月之后，洛威尔在更加严重的情况下又进行了一次类似的人工对准。在执行阿波罗13号任务时，航天器的惯性测量组合甚至必须被关闭以节省电力。在他1994年出版的书《丢失的月球：危机重重的阿波罗13号》（英語：Lost Moon: The Perilous Voyage of Apollo 13；电影阿波罗13号发行后改名为《阿波罗13号》）中，洛威尔写道：“我（在阿波罗8号中）接受的训练变得非常有用！”在书中，他将阿波罗8号的人工重新对准事件描绘为地面人员要求进行的“计划中的试验”。但后来的采访中，洛威尔承认阿波罗8号的人工重新对准是他的失误造成的一次事故。

### 返回地球与重新进入大气层

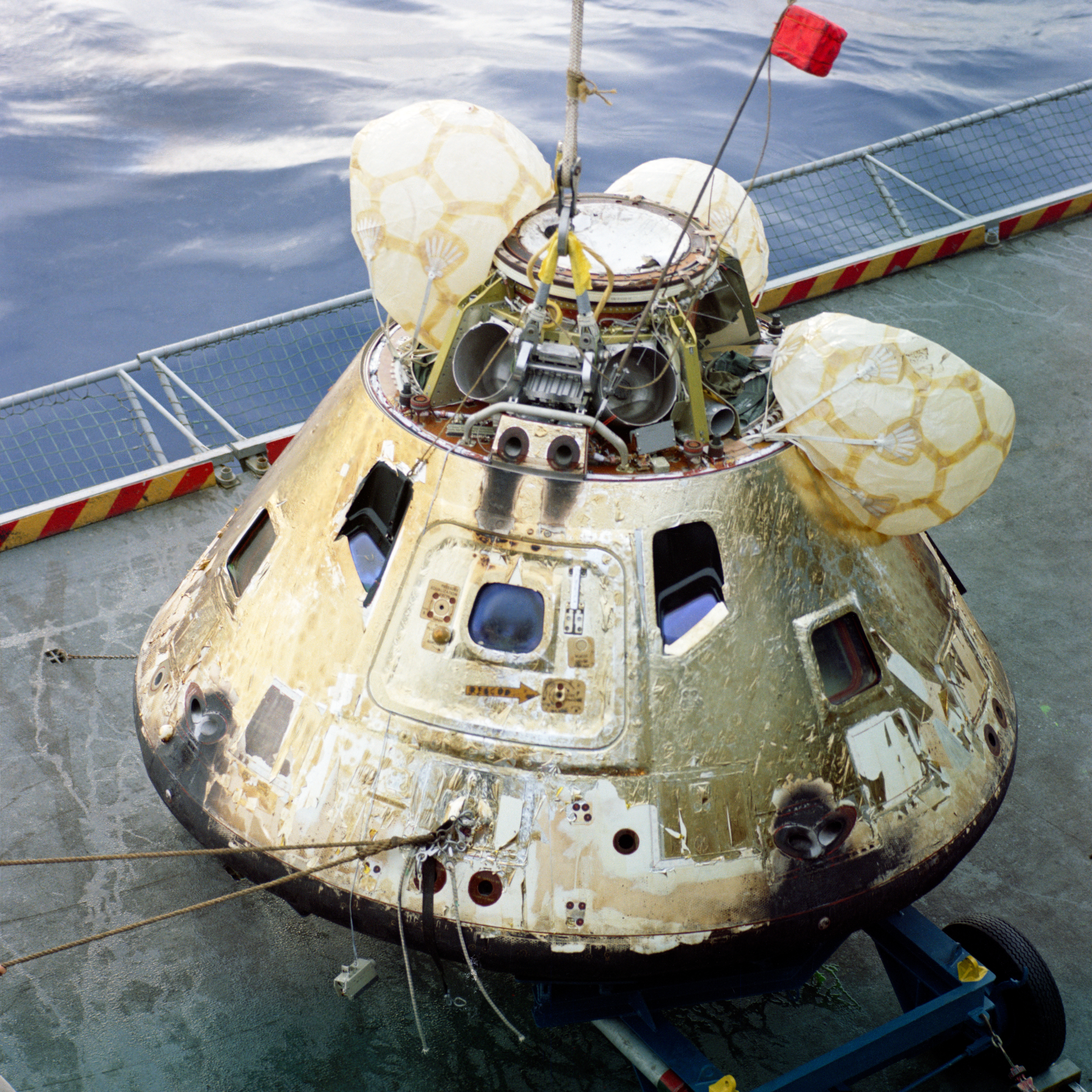
阿波罗8号的指令/服务舱（CSM）在約克鎮號航母甲板上，攝於1968年12月27日。

返回地球的过程对于宇航员来说主要是一个放松并监视航天器的过程。只要轨道专家们的计算都正确无误，航天器就会在地球转移轨道射入两天半后进入大气层并坠落在太平洋中。
圣诞节的下午，三位宇航员进行了第五次也是最后一次电视转播。这一次他们再次介绍了整个太空舱，展示了宇航员的太空生活。在结束转播后，他们在食品柜里发现了来自迪克·斯雷顿的圣诞礼物——塞了馅的火雞肉，以及三小瓶未开封的白兰地。宇航员们还发现了来自各自妻子的圣诞礼物。
在平静的两天后，宇航员们开始准备进入大气层。计算机会自动控制进入过程，宇航员们只需要将航天器置入正确姿态并确保航天器朝上。如果计算机失灵，博尔曼将会接替。
在与服务舱分离后，唯一的工作就是静静等待。在指令舱接触大气层前六分钟，宇航员们看见月球在地平线上升起，这与轨道专家们的计算相符。在进入外大气层后，他们注意到窗外由于航天器周围的等离子体而开始变得朦胧。航天器开始减速，减速度（负加速度）最高时达到6G（59米/秒²）。计算机通过调整飞行姿态控制着降落过程，阿波罗8号在向海面降落之前短暂地上升。在高度为9千米时，漏斗形减速伞使航天器开始稳定，高度降为3千米时三个主降落伞打开。航天器的准确降落地点为8°6′N 165°1′W / 8.100°N 165.017°W。
当航天器落入水中时，降落伞使其上下颠倒，保持二号稳定位置（Stable 2 position）。三米高的海浪将指令舱摇来摇去，博尔曼出现不适，等待着漂浮气囊使航天器稳定。由于降落时间在天亮之前，降落43分钟后，来自約克鎮號航母的第一名蛙人才到达航天器。45分钟后，三位宇航员被运到航空母舰的甲板上。
指令舱目前在芝加哥科学与工业博物馆，同时展出的还有洛威尔捐献的一些在任务中使用的个人物品，以及博尔曼的宇航服。洛威尔的宇航服目前在航空航天局的格伦研究中心。

## 历史重要性
阿波罗8号的历程发生在1968年，一个多灾多难的年度。《时代》杂志选择了阿波罗8号的3位宇航员作为年度人物，以认可他们在刚过去的一年中对人类的贡献。他们首次做到了离开地球引力影响并环绕另一个天体；他们在成员本身安全系数仅有50%的情况下成功完成了任务。阿波罗8号的影响可以由任务后博尔曼收到的一个陌生人发给航空航天局的电报来总结：“阿波罗8号，谢谢你们。你们拯救了1968年。”
整个任务留下的最重要的画面之一就是“地出”（地球在月球的地平线上出现）的照片，在环绕月球轨道第四周时拍摄。尽管这张照片并不是人类拍摄的第一张，更不是最后一张完整地球照片，但这是人类第一次拍摄到真正的地出场景。一些人认为这张照片是环境保护运动的开始，1970年就有了第一次世界地球日。
阿波罗8号是1962年由约翰·格伦执行的水星6号首次环绕地球轨道之后媒体报道范围最广的太空任务。共有约1200名记者报道了这次任务，其中英国广播公司（BBC）的报道在54个国家通过15种语言播出。苏联的《真理报》甚至在报道时没有加入往常的反美评论。据估计，当时全球四分之一的人口都观看了现场直播或是平安夜前播放的录像——阿波罗8号第九次环绕月球轨道的节目；这次节目在世界范围内的影响堪称巨大。任务结束后在世界各地出席活动时，博尔曼会见过教宗保祿六世，教宗告诉他：“我一生都在努力向世界说出你在平安夜时所说的话”。
无神论者麦达琳·默里·欧黑尔后来因为阿波罗8号宇航员朗读创世记而起诉美国国家航空航天局，导致了大量的争议；她希望法庭禁止身为政府雇员的美国宇航员们在太空公开进行宗教活动。这个要求被法庭驳回，但也使航空航天局在阿波罗计划接下来的任务中要求宇航员不要在太空公开议论关于宗教的问题。执行了阿波罗11号的巴兹·奥尔德林在登月后进行了聖餐禮；他多年都没有揭露这件事，当时仅仅是间接地提起过。

## 任务徽章
阿波罗8号的任务徽章中间有一个环绕着地球和月球的数字8，上面写着三位宇航员的名字。徽章背景为蓝色，三角的形状来自于阿波罗指令舱的外形。

## 参看
- 阿波罗计划
- 太空竞赛
- 阿波罗宇航员列表
- 太陽系探測器列表